# Dasychela limbativena
Dasychela limbativena är en tvåvingeart som beskrevs av Günther Enderlein 1922. Dasychela limbativena ingår i släktet Dasychela och familjen bromsar. Inga underarter finns listade i Catalogue of Life.